# Stiven Muhlethaler
Deivid Stiven Muhlethaler Méndez (Las Piedras, 31 gennaio 2006) è un calciatore uruguaiano, centrocampista del Peñarol.

## Carriera

### Club
Cresciuto nel settore giovanile del Peñarol, il 28 maggio 2025 ha firmato il suo primo contratto professionistico con il club giallonero, e l'8 giugno successivo ha debuttato in prima squadra nell'incontro di prima divisione uruguaiana vinto 3-0 contro il Defensor Sporting.

### Nazionale
Ha giocato con la nazionale uruguaiana Under-17.

## Statistiche

### Presenze e reti nei club
Statistiche aggiornate al 9 agosto 2025.
| Stagione        | Squadra         | Campionato      | Campionato | Campionato | Coppe nazionali | Coppe nazionali | Coppe nazionali | Coppe continentali | Coppe continentali | Coppe continentali | Altre coppe | Altre coppe | Altre coppe | Totale | Totale | Totale |
| Stagione        | Squadra         | Comp            | Pres       | Reti       | Comp            | Pres            | Reti            | Comp               | Pres               | Reti               | Comp        | Pres        | Reti        | Pres   | Reti   |        |
| --------------- | --------------- | --------------- | ---------- | ---------- | --------------- | --------------- | --------------- | ------------------ | ------------------ | ------------------ | ----------- | ----------- | ----------- | ------ | ------ | ------ |
| 2025            | Peñarol         | PD              | 4          | 0          | CU              | 0               | 0               | CL                 | 0                  | 0                  | -           | -           | -           | 4      | 0      |        |
| Totale carriera | Totale carriera | Totale carriera | 4          | 0          |                 | 0               | 0               |                    | 0                  | 0                  |             | -           | -           | 4      | 0      |        |